# Ernst Cornelius Pagenstecher
Ernst Cornelius Pagenstecher (* 30. Juli 1738 in Herborn; † in Kirberg nicht vor 1812) war nassauischer Amtmann in Kirberg und Camberg aus der Familie Pagenstecher.

## Familie
Ernst Cornelius Pagenstecher war der jüngste Sohn des Rektors der Hohen Schule Herborn, Ernst Alexander Otto Cornelius Pagenstecher (1697–1753) und dessen Frau Maria Margaretha geborene Ludovici († 1748).
Sein Bruder, Philipp Gerhard Otto Cornelius Pagenstecher (1727–1779) wurde Amtmann im Amt Siegen, dessen Sohn Hermann Jacob Pagenstecher (1765–1836) Amtmann in Wehrheim, Usingen, Idstein und Weilburg.
Ernst Cornelius Pagenstecher heiratete 1772 in Siegen Elisabeth Marie Christine geborene Gürtler. Die Braut war die Tochter des nassauisch-oranischen Regierungsrates Friedrich Gürtler und dessen Frau Elisabeth Arnoldine Pagenstecher (1724–1766).
Sein jüngster Sohn Wilhelm Pagenstecher (1779–1818) wurde 1801 Amtsassessor in Kirberg und stand ab 1802 im Dienst der Dillenburger Regierung. Der ältere der beiden Söhne, Hermann Moritz Pagenstecher (1773–1835) wurde Kammerassessor in Dillenburg.

## Leben
Ernst Cornelius Pagenstecher diente kurz als Offizier in französischen Diensten und studierte Rechtswissenschaften. Am 25. April 1761 wurde er als Advokat vereidigt. Zuvor hatte er eine schriftliche und mündliche Prüfung vor der Prüfungskommission abgelegt, die aus Kanzleidirektor Spannknabe, Justizrat Lorbachs, Justizrat Hermann Moritz Pagenstecher und Kanzleiassessor von Neufville bestand.

### Amtmann in Kirberg
1768 wurde er als Nassau-Dillenburger (bzw. oranischer) Amtmann in das Amt Kirberg berufen. Seine Vereidigung fand am 25. August 1768 in Dillenburg statt und er traf am 25. Oktober 1768 in Kirberg ein. Das Amt Kirberg war ein Kondominium zwischen Nassau-Saarbrücken und Nassau-Dillenburg. Der bisherige Nassau-Dillenburger Amtmann Georg Friedlieb Rühle war beim Ausscheiden aus dem Amt 80 Jahre alt gewesen und hatte die Amtsgeschäfte schleifen lassen. Ernst Cornelius Pagenstecher musste daher zunächst einmal die Verwaltungsgeschäfte neu organisieren.
Erschwert wurde die Arbeit auch durch den Umstand, dass das Amtshaus 1710 abgebrannt war und kein eigenes Amtshaus bestand. Eine der ersten Aufgaben war daher der Wiederaufbau eines Amtshauses. Dieses konnte am 16. Oktober 1771 bezogen werden. Es diente später als Gasthaus „zur Post“.
Ab 1769/70 nahm er auch die Funktion eines nassauisch-oranischen Amtmanns im benachbarten Amt Camberg wahr. Auch dieses war ein Kondominium (gemeinsam mit Kurtrier), hier war die Zusammenarbeit jedoch viel konfliktträchtiger.

### Der Konflikt um den Hof zu Hausen
Ein erster heftiger Konflikt entstand im April 1771 und im Juni 1772 um den Hof zu Hausen bei Eisenbach. Der Verwalter des Hofes, Philipp Kratz war am 28. April 1771 gestorben und Kurtrier und Oranien stritten um das Recht, den Erbfall regeln zu dürfen. Der kurtrierische Amtmann Benedikt Marian Freiherr Schütz von Holzhausen betrachtete den Hof als Teil des gemeinschaftlichen Amtes Camberg, Nassau-Oranien hingegen betrachtete den Hof als alleiniges oranisches Gebiet und damit zum Amt Dauborn zugehörig. 1659 war der Hof als nassauisch-dietzer Sonderlehen an Achatius von Hohenfeld verliehen worden. Dies sprach für die oranische Sicht. Die Familie von Hohenfeld, die seither im Besitz dieses Lehens war, stellte jedoch seither die trierischen Camberger Oberamtmänner, wodurch der Hof faktisch Teil des Amtes Camberg war.
Ernst Cornelius Pagenstecher beendete den Kompetenzstreit am 26. Oktober 1771, indem er mit 12 Bewaffneten ausritt und das strittige Erbe in das (unstrittig oranische) Gnadenthal bringen ließ.
Dieser fait accompli schuf jedoch keine klaren Verhältnisse. Bereits im Folgejahr entstand der nächste Konflikt. Am 13. Juni 1772 fand eine Schlägerei auf dem Hof statt. Der Hofpächter Wolf weigerte sich, einer Vorladung nach Camberg Folge zu leisten. Der kurtrierische Amtsmann ließ daraufhin sein Vieh pfänden. Ernst Cornelius Pagenstecher veranlasste daraufhin die Verlegung nassauischer Soldaten auf den Hof, um seine Hoheitsrechte zu schützen.
Kurtrier antwortete darauf mit geballter militärischer Macht. Nach kurzer Zeit standen sich 7000 Soldaten auf beiden Seiten gegenüber. Ernst Cornelius Pagenstecher, der sich gerade auf seiner Hochzeit in Siegen befand, musste seine Flitterwochen abbrechen und unverzüglich in sein Amt zurückkehren. Es gelang, die militärische Auseinandersetzung zu vermeiden und einen Waffenstillstand abzuschließen. Die Niederselterser Konvention vom 1. Juli 1772 beendete den Konflikt mit einem Kompromiss.

### Der Konflikt um den Mineralbrunnen in Oberselters
Der nächste große militärische Konflikt ging um den Mineralbrunnen in Oberselters. 1794 ließ Kurtrier eine 800 Mann starke Militäreinheit mit zwei Kanonen vor Oberselters aufmarschieren und erzwang so das Zuschütten der Oberselterser Quelle. Auch hier eskalierte der Konflikt bis zu einem Truppenaufmarsch und konnte erst kurz vor Ausbruch offener Kriegshandlungen eingedämmt werden.

### Franzosenkriege
Im Ersten Koalitionskrieg wurde das Amt Camberg 1792 und erneut 1796 französisch besetzt. Bei der zweiten Besetzung 1796 wurde Ernst Cornelius Pagenstecher von den Franzosen verhaftet. Die Überführung zu Fuß in Sommerhitze nach Diez führte zu langwierigen Gesundheitsproblemen, die trotz mehrere Badekuren in Ems nur langsam verschwanden.

### Im Herzogtum Nassau
Mit dem Reichsdeputationshauptschluss 1803 fiel der kurtrierische Teil des Amtes Camberg an Nassau-Usingen. Mit der Gründung des Rheinbundes 1806 wurden die oranischen Teile beider Ämter genauso wie die Nassau-Usinger Teil des neuen Herzogtums Nassau. Damit entfiel der Grund, jeweils zwei Amtmänner je Amt vorzusehen. 1808 wurde daher Friedrich August Freiherr Schütz von Holzhausen alleiniger Amtmann für Camberg und Ernst Cornelius Pagenstecher alleiniger Amtmann für Kirberg.
1812 wurden beide Ämter zusammengelegt und Ernst Cornelius Pagenstecher ging in Pension.